# Pod prąd (album Onara)
Pod prąd – drugi solowy album warszawskiego rapera Onara wydany w 2007 roku. Za produkcję w całości odpowiada Kociołek.
Nagrania dotarły do 48. miejsca zestawienia OLiS.

## Lista utworów
Opracowano na podstawie materiału źródłowego.
1. "Ja Ci pokażę" (produkcja: Kociołek, aranżacja: Szogun, gościnnie: Ero, scratche DJ Panda) – 4:47
2. "Żyjemy żeby zginąć" (produkcja: Kociołek, scratche: DJ Panda) – 3:41
3. "To mnie napędza" (produkcja: Kociołek) – 4:11
4. "Daj mi przeżyć" (produkcja: Kociołek, gościnnie: Pezet, Małolat, scratche: DJ Grubaz, DJ Technik) – 5:13
5. "Kiedyś i teraz" (produkcja: Kociołek) – 4:00
6. "Nie zapomnij o mnie" (produkcja: Kociołek, gościnnie: Cleo) – 3:58
7. "Kto buja całym blokiem" (produkcja: Kociołek, gościnnie: Skazani na Sukcezz) – 4:48
8. "Niezwykły sen" (produkcja: Kociołek, gościnnie: Miodu) – 4:18
9. "Od prawej do lewej" (produkcja: Kociołek, scratche: DJ Panda) – 2:54
10. "Jestem stąd" (produkcja: Kociołek) – 4:08
11. "Trzymaj moją ksywkę" (produkcja: Kociołek) – 3:14
12. "Śliski parkiet" (produkcja: Kociołek, scratche: DJ Grubaz, DJ Technik) – 3:01
13. "Witaj na podwórku" (produkcja: Kociołek) – 3:47
14. "Zmieniło się" (produkcja: Kociołek) – 9:20